# Jim Lewis et Jim Springer
Pour les articles homonymes, voir Lewis et Springer.
Jim Lewis et Jim Springer (1940-), ou les jumeaux Jim (Jim Twins), sont des jumeaux monozygotes séparés peu après la naissance pour finalement se retrouver à 39 ans, en 1979. Ils ont fait partie de la vaste étude de jumeaux Minnesota Twin Family Study, section Twins Reared Apart. Leurs vies parallèles ont été largement médiatisées.
La psychologue Nancy Segal, directrice du Twins Studies Center du California State University, a répertorié les ressemblances entre les deux Jim dans Entwined lives: twins and what they tell us about human behavior :
| X                             | Jim Lewis                                                     | Jim Springer                                                  |
| ----------------------------- | ------------------------------------------------------------- | ------------------------------------------------------------- |
| Taille                        | 6 pieds                                                       | 6 pieds                                                       |
| Poids                         | 180 livres                                                    | 180 livres                                                    |
| Nom du chien                  | Toy                                                           | Toy                                                           |
| Prénom de la première épouse  | Linda                                                         | Linda                                                         |
| Prénom de la seconde épouse   | Betty                                                         | Betty                                                         |
| Prénom de la troisième épouse | Sandy                                                         |                                                               |
| Prénom du fils                | James Allan                                                   | James Alan                                                    |
| Voiture                       | Chevrolet bleu pâle                                           | Chevrolet bleu pâle                                           |
| Lieu de vacances              | Pass-a-Grille, Floride                                        | Pass-a-Grille, Floride                                        |
| Cigarettes                    | Salem                                                         | Salem                                                         |
| Bière                         | Miller Lite                                                   | Miller Lite                                                   |
| Profession                    | A été shériff à temps partiel                                 | A été shériff à temps partiel                                 |
| Manie                         | Se ronger les ongles                                          | Se ronger les ongles                                          |
| Maladie chronique             | Migraines                                                     | Migraines                                                     |
| Coiffure                      | Style Beatles (1961)                                          | Lissée, longs favoris                                         |
| Mode d'expression privilégié  | Parole                                                        | Écrit                                                         |
| Divers                        | Aime laisser des messages à son épouse partout dans la maison | Aime laisser des messages à son épouse partout dans la maison |

Leurs scores sur les échelles psychologiques de flexibilité, d'autocontrôle et de sociabilité, tels que mesurés par les chercheurs de l'étude Minnesota, étaient presque identiques. Ils avaient les mêmes matières préférées à l'école  (mathématiques, menuiserie), et les mêmes difficultés (orthographe). Le fait qu'ils aient le même prénom est une coïncidence. Lorsque le directeur de l'étude de l'Université du Minnesota, Thomas Bouchard, approfondit le cas des Jim, il reconnut qu'il fut « sidéré ». La ressemblance qui fut la plus pertinente pour les deux frères fut qu'ils avaient toujours ressenti un « vide intérieur », jusqu'à leur rencontre.